# Tongzi-Mensch
Als Tongzi-Mensch (桐梓人,  Tóngzǐrén, englisch Tongzi Man) werden paläolithische Fossilien bezeichnet, die 1972 und 1983 in einer Kalksteinhöhle im Kreis Tongzi in der chinesischen Provinz Guizhou entdeckt und in die geologische Periode des Mittelpleistozäns datiert wurden. Dabei handelte es sich um vier Zähne, die in Größe und Form denen des nordchinesischen Peking-Menschen (Homo erectus) ähnlich seien.
Von chinesischen Experten wurden die Fossilien zunächst aber dennoch als archaischer Homo sapiens eingeordnet, in der Annahme, dass sich der anatomisch moderne Mensch in Asien aus Homo erectus entwickelt habe (→ Multiregionaler Ursprung des modernen Menschen). Diese Annahme geriet jedoch in Widerspruch zu den inzwischen bekannten, genetischen Analysen zur weit späteren Ausbreitung des Homo sapiens, weswegen die Zähne am wahrscheinlichsten zu Homo erectus zu stellen gewesen wären. 2019 wurde eine wissenschaftliche Überprüfung der Fossilien publiziert, der zufolge die anfängliche Alterszuordnung der vier Zähne korrekt war; sie wird nunmehr mit 240.000 bis 172.000 Jahren vor heute ausgewiesen. Zugleich wurden Unterschiede im Bau der Zähne herausgestellt, die die Tongzi-Funde vom „klassischen“ (frühen) Homo erectus unterscheiden, was zur Hypothese Anlass gab, dass vor rund 200.000 Jahren in Südchina eine – bislang nur anhand der vier Zähne belegte – „non-erectus“-Population gelebt haben könnte. Die Co-Autorin der Publikation, María Martinón-Torres, hält es für möglich, dass diese Population zu den Denisova-Menschen gehören könnte.